# 척부인
척부인(戚夫人, ? ~ 기원전 194년)은 진 말기부터 전한 초기 사람이며, 정도(定陶, 현 산둥성(山東) 딩타오 현)출신이다. 유방의 측실이며 유여의의 생모다. 척씨(戚氏), 척희(戚姬)라고도 불린다. 상체를 뒤로 해서 추는 초나라 춤을 잘 추었기에 유방(고조)과 원정 중에 만났다고도 한다.

## 생애
기원전 208년경, 초한전쟁(楚漢戰爭) 중에 유방의 눈에 띄어 그 총애를 한 몸에 받고, 유여의를 낳는다. 그 영향으로, 대왕(代王)에 이어 조왕(趙王)에 봉작된 아들 여의도 유력한 황태자 후보가 된다. 또한 그녀는 유방(고조)이 친정을 할 때마다 종종, 여의를 태자로 세울 것을 간청했다.
고조 자신이 척부인을 총애하였고, 당시의 황태자 유영은 아버지인 고조 자신이 그 자질을 전전부터 의문과 불안을 안고 있었다. 또한 영과는 대조적으로 여의가 활발해서, 고조도 서서히 영을 폐립하고 여의를 황태자로 세울 생각을 한다.
그러나 고조가 황태자 교체 의사를 중신들에게 언급하자, 중신들은 전원이 반대했다. 또한 고조의 신뢰가 두터운 장량의 계책을 받은 영이 고조가 초청하자 한 번도 오지않던 유명한 학자인 동원공(東園公), 하황공(夏黃公), 녹리선생(鹿里先生), 기리계(綺里季) 등 이른바 4학사가 나와 태자를 그대로 유지할 것을 고조에게 설득하니 고조는 황태자를 바꿀 것을 철회하고, 여의는 조왕으로 유지되었다.

### 고조 사후
그러나 이때부터 척부인 모자는 영의 생모인 여태후에게 미움받아, 기원전 195년 고조가 죽고 영(전한 혜제)이 즉위하자 척부인에게 고통이 시작된다. 고황후의 끔찍한 유혈 보복극이 시작된것이다.
우선 척부인을 잡아 영항(永巷-궁녀에 들어가는 감옥)에 감금하고 하루 종일 쌀을 찧는 형벌을 주었다. 척부인이 자신의 처지를 애도하고 읊은 노래는 "영항가(永巷歌)"는 『한서(漢書)』에 기록되어 있다. 장안에 입조(入朝-조정에 일이 있어 들어옴)한 여의는 혜제의 보호아래 목숨을 보전했으나 혜제가 잠시 사냥으로 자리를 비운 사이 여태후에게 짐주(짐새라는 독조의 깃과 털로 빚은 술)의 독으로 독살당했다. 이어 척부인에게 약을 먹여 벙어리로 만들고, 귀를 잘라 귀머거리로 만들고 눈을 도려낸 다음, 두손과 두발을 끊어, 변소에 던져, 이것을 "사람돼지(人彘)"라고 칭했다고 한다. 며칠 후, 여후는 이것을 혜제에게 보여주었고, 이것을 목격한 전한 혜제는 충격을 받아 병이 생겨, 정무를 포기했고 1년 이상 정무를 볼 수 없게 되었다. 이후 혜제는 정무를 보는 대신 주색에 빠져 정치의 대권이 여후에게 넘어가게 되었다.